# بوشان-سور-هویار
بوشان-سور-هویار (به فرانسوی: Beauchamps-sur-Huillard) یک کمون (فرانسه) در فرانسه است که در canton of Bellegarde واقع شده‌است. بوشان-سور-هویار ۱۸٫۰۹ کیلومتر مربع مساحت دارد.